# Маяк Ретинский
Маяк Ретинский — упразднённый в 1999 году населённый пункт в Мурманской области России. Входил на момент упразднения в ЗАТО город Полярный (с 2008 года — городской округ ЗАТО Александровск).

## География
Располагался на западном берегу Кольского залива, между мысом Ретинский к северу и заливом губа Ретинская к югу, возле селения Ретинское, в 11 км к югу от Полярного.

## История
Существовал с середины 1960-х годов при маяке. В 1990-е опустел.
Снят с учёта 03 ноября 1999 года согласно Закону Мурманской области от 03 ноября 1999 года № 162-01-ЗМО «Об упразднении некоторых населённых пунктов Мурманской области».

## Инфраструктура
Маяк, построенный в 1933.

## Транспорт
Доступен был водным транспортом.